# Roswell (Geórgia)
Roswell é uma cidade localizada no estado americano da Geórgia, no Condado de Fulton.

## Demografia
Segundo o censo americano de 2000, a sua população era de 79.334 habitantes.
Em 2006, foi estimada uma população de 87.802, um aumento de 8468 (10.7%).

## Geografia
De acordo com o United States Census Bureau tem uma área de 100,0 km², dos quais 98,5 km² cobertos por terra e 1,5 km² cobertos por água. Roswell localiza-se a aproximadamente 342 m acima do nível do mar.

## Localidades na vizinhança
O diagrama seguinte representa as localidades num raio de 16 km ao redor de Roswell.